# にしざきしげる
にしざき しげる（1950年-）は、日本の児童文学作家。千葉県館山市出身。

## 略歴
安房水産高等学校（現在の千葉県立館山総合高等学校）卒業後4年間、機関士として遠洋漁船に乗り、その後会社員に。
『海にむかう少年』で1992年に第33回講談社児童文学新人賞。また同作で1995年に第5回椋鳩十児童文学賞も受賞。

## 作品リスト
- 海にむかう少年（1994年4月 講談社）《絵：松本大洋》 ISBN 4-06-195671-X

### 作品外
- 日本児童文学 1994年10月号（1994年10月 日本児童文学者協会）《新人登場・にしざきしげる》